# Francisco Maturana
 (août 2024).
Francisco Antonio Maturana García, né le 15 février 1949 à Quibdó (Colombie), est un footballeur colombien, qui évoluait au poste de défenseur central à l'Atlético Nacional, à l'Atlético Bucaramanga, et au Deportes Tolima ainsi qu'en équipe de Colombie.
Maturana n'a marqué aucun but lors de ses six sélections avec l'équipe de Colombie en 1981. 
Après sa carrière de joueur, Maturana embrasse la profession d'entraîneur. En tant qu'entraîneur il dirige successivement Once Caldas, l'Atlético Nacional, le Real Valladolid, l'América Cali, l'Atletico Madrid, le Millonarios, Al-Hilal FC, Colón de Santa Fe, Gimnasia y Esgrima La Plata et Al Nasr Riyad.
Maturana exerce aussi comme sélectionneur pour les équipes internationales. Il dirige ainsi la Colombie à quatre reprises entre 1987 et 2003, l'Équateur, le Costa Rica, le Pérou et Trinité-et-Tobago.

## Biographie
Dentiste de profession, il évoluait pendant sa carrière de joueur (entre 1970 à 1982) au poste de défenseur central dans des clubs comme Atlético Nacional entre 1970 et 1980, Atlético Bucaramanga en 1981 et Deportes Tolima en 1982. Il remporta notamment le Championnat de Colombie en 1973 et 1976.
Il compte également 6 sélections en Équipe nationale de Colombie avec laquelle il participa aux Éliminatoires de la Coupe du monde 1982.
Il commence sa carrière d'entraîneur en 1983 à l'Atletico Nacional où il dirige pendant deux ans les juniors du club. En 1986, il entraîne Cristal Caldas devenu aujourd'hui Once Caldas. Un an plus tard il retourne à son club de cœur, l'Atletico Nacional, où il prend les rênes de l'équipe première tout en devenant également sélectionneur de l'Équipe nationale. Il obtient immédiatement des résultats puisque la Colombie décroche la troisième place de la Copa America 1987.
En tant qu'entraîneur de l'Atlético Nacional, il remporte la Copa Libertadores en 1989, la première d'une équipe colombienne. La même année, il qualifie la Colombie pour la Coupe du monde 1990, une performance que les Colombiens attendaient depuis 28 ans.
S'inspirant des entraîneurs rencontrés durant sa carrière, comme Cubilla, Mujica, Ricardo De León (es) ou Anibal Ruiz, « Pacho » Maturana dote la Sélection d'un style spectaculaire, le toque (un jeu fait de redoublement de passes courtes). Il incarne alors le football offensif à l'inverse d'un Carlos Bilardo qu'il avait croisé lorsque l'Argentin le sélectionna en équipe de Colombie. Lors du Mondiale italien, la Colombie tient en échec la RFA et se qualifie pour les huitièmes de finale où elle est battue par le Cameroun de Roger Milla.
Après une brève carrière en politique (il est même élu à l'Assemblée nationale colombienne), Maturana devient, en 1990, entraîneur du Real Valladolid dans le Championnat d'Espagne. Après une excellente première saison qui lui vaut une offre du Real Madrid, la deuxième est décevante en raison de problèmes économiques perturbant les joueurs. 
Il retourne en Colombie dès 1992 et prend en charge l'América Cali, avec lequel il devient champion de Colombie, puis l'équipe nationale qu'il qualifie à nouveau pour une coupe du monde (USA 1994), en infligeant notamment un revers historique à l'Argentine : 5-0 à Buenos Aires. 
Grâce à ces performances la Colombie fait partie des favoris lors du Mondial 1994 mais elle tombe de haut en s'inclinant contre la Roumanie (3-1) et contre les États-Unis (2-1).
Après une nouvelle très courte expérience en Europe à l'Atletico Madrid, il devient l'entraîneur de l'Équipe nationale d'Équateur en 1995. Mais il échoue dans son objectif de qualification à la Coupe du monde 1998 et retourne au pays entraîner les Millonarios de Bogota.
Il entraîne ensuite deux nouvelles sélections nationales, le Costa Rica (brièvement en 1999) et le Pérou (quelques mois en 2000), mais sans grande réussite.
C'est bien à la tête de la sélection de son pays que Maturana réussit le mieux. Plus de dix ans après ses premiers succès avec la sélection, il conduit l'équipe de Colombie à la victoire dans la Copa America 2001 organisée chez elle. En finale, les colombiens battent le Mexique 1-0 (but de Iván Córdoba) et décrochent leur premier et unique titre international.
Après avoir officié à Al-Hilal FC au Colón de Santa Fe et à l'Gimnasia La Plata, Maturana eut une brève expérience à Al Nasr Riyad (2011-2012).

## Carrière de joueur
- 1970-1980 : Atlético Nacional
- 1981 : Atlético Bucaramanga
- 1982 : Deportes Tolima

### Palmarès

#### En équipe nationale
- 6 sélections et 0 but avec l'équipe de Colombie en 1981.

#### Avec l'Atlético Nacional
- Vainqueur du Championnat de Colombie de football en 1973 et 1976.

## Carrière d'entraîneur

### Clubs
- 1986 : Once Caldas
- 1987-1990 : Atlético Nacional
- 1991 : Real Valladolid
- 1992-1993 : América Cali
- 1994 : Atletico Madrid
- 1998 : Millonarios
- 2002 : Al-Hilal FC
- 2004 : Colón de Santa Fe
- 2007 : Gimnasia y Esgrima La Plata
- 2011-2012 : Al Nasr Riyad

### Équipes nationales
- 1987-1990 : Colombie
- 1993-1994 : Colombie
- 1995-1997 : Équateur
- oct 1998- sept 1999 : Costa Rica
- sept 1999 - sept 2000 : Pérou
- 2001 : Colombie
- 2002-2003 : Colombie
- 2008-2009 : Trinité-et-Tobago

### Palmarès

#### Avec l'Atlético Nacional
- Vainqueur de la Copa Libertadores en 1989.
- Vainqueur de la Copa Interamericana en 1990.

#### Avec le Costa Rica
- Vainqueur de la Coupe UNCAF en 1999.

#### Avec la Colombie
- Vainqueur de la Copa América en 2001.